# Bolkinhagen
Koordinaten: 51° 15′ 50″ N, 9° 10′ 8″ O
Bolkinhagen war eine Siedlung in der heutigen Gemarkung der nordhessischen Stadt Naumburg im Landkreis Kassel. Der Ort fiel in der zweiten Hälfte des 15. Jahrhunderts wüst und fand 1532 letztmals urkundliche Erwähnung.

## Geographische Lage
Der Ort befand sich etwa 2 km nördlich von Naumburg auf 310 m Höhe in der Flur „Im Bolkenhagen“, nahe der Quelle eines nur etwa 800 m langen und nach Westen zur Elbe entwässernden Bachs. Rund 400 m nordöstlich befindet sich die Altenstädter Warte, der heute als Aussichtsturm genutzte Stumpf einer im 14. Jahrhundert von der kurmainzischen Stadt Naumburg errichteten Warte.

## Geschichte
Der Ort fand am 21. Januar 1367 erstmals urkundliche Erwähnung, als Adolf von Itter auf die Rechte, die er auf das Gut Bolkinhagen bei der Burg Naumburg hatte, verzichtete und diese dem Augustinerinnen-Stift Volkhardinghausen übereignete. Im Jahre 1375 verkauften Curt Wedelberg und seine Ehefrau Bertha, mit Zustimmung ihres Lehnsherrn Adolf von Itter, den „Falkenhagen“ (= Bolkinhagen) dem Konvent des Stifts Volkhardinghausen. Die Siedlung wurde in der zweiten Hälfte des 15. Jahrhunderts aufgegeben. Die Felder der Gemarkung wurden danach zumindest teilweise von Naumburg aus bestellt, so dass das 1465 von Augustiner-Chorherren aus dem Kloster Möllenbeck übernommene Augustiner-Chorherrenstift Volkhardinghausen diese Güter in „Bulkenhagen“ im Jahre 1479 mit Beschlag belegen ließ. Nachdem 1525/26 die Reformation in der Grafschaft Waldeck eingeführt und das Kloster Volkhardinghausen aufgelöst und 1567 in einen gräflichen Meierhof umgewandelt worden war, wurde der Klosterbesitz in Bolkinhagen im Jahre 1532 an Burkhard von Hertingshausen verkauft.